# Двадцать евро
Двадцать евро — третья по номинальной стоимости банкнота евро. Находится в обращении с 2002 года, с момента введения валюты.

## Дизайн
Банкнота в двадцать евро имеет размер 133×72 мм. Выполнена в синей цветовой гамме.
Все банкноты евро содержат изображения мостов и арок/дверных проёмов различных исторических стилей европейской архитектуры. Двадцать евро отражает архитектурные элементы эпохи готики (XIII—XIV в. н. э.). Дизайнер, Роберт Калина, изображал не реально существующие сооружения, а, по политическим причинам, схематические примеры различных архитектурных стилей и эпох. Тем не менее предполагается, что прообразом моста, изображённого на банкноте в 20 евро, стал мост Валантре в Каоре.
Как и остальные банкноты, 20 евро содержит наименование валюты, номинал, флаг Евросоюза, подпись президента Европейского центрального банка, 12 звезд ЕС, год выпуска и специальные элементы защиты банкноты.

## Элементы защиты банкноты
Банкнота в 20 евро защищена голограммой, созвездием Евриона, водяными знаками, рельефной печатью, защитной нитью, ультрафиолетовыми чернилами, микропечатью, матовой поверхностью, перфорацией, штрихкодом и серийным номером, который подчиняется определённому математическому правилу. Код эмитента расположен в положении звёздочки «на 9 часах».

## Изменения

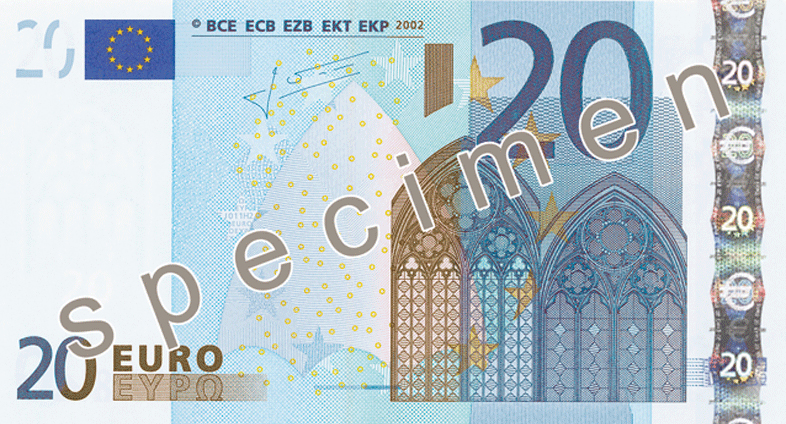
20 евро (выпуск 2002 года) : лицевая сторона

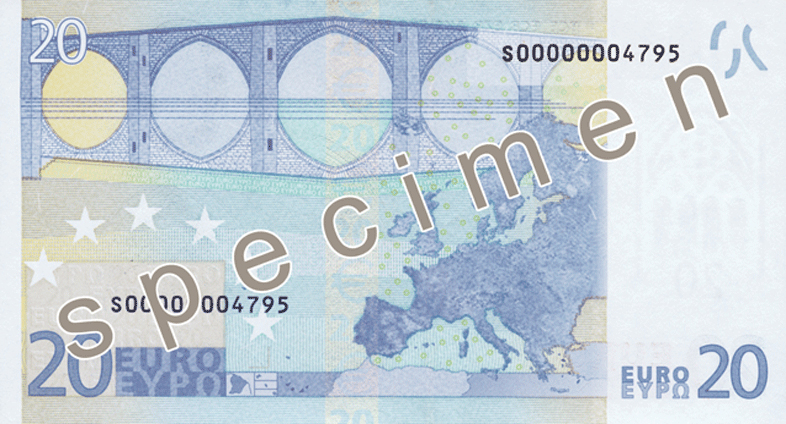
20 евро (выпуск 2002 года) : обратная сторона

С 2002 года изменений в дизайн банкноты не вносилось, менялись только подписи глав Европейского центрального банка: Вима Дейсенберга, Жан-Клода Трише и Марио Драги.
В 2011 году предполагалось начать выпуск новых банкнот с несколько обновлённым дизайном, однако банкноты нового образца были представлены только 24 февраля 2015 года. 25 ноября 2015 года новые банкноты выпущены в обращение.